# Lagocheirus kathleenae
Lagocheirus kathleenae là một loài bọ cánh cứng trong họ Cerambycidae.